# Duponchelia naitoi
Duponchelia naitoi és una arna de la família dels cràmbids. Va ser descrit per Sasaki l'any 2008. Es troba al Japó.